# Al-Ram
Al-Ram (in arabo الرّام‎?), conosciuta anche come A-Ram, Er-Ram o al-Ramm, è una città dei territori palestinesi, sita a circa sette chilometri a NE di Gerusalemme.
È stata identificata con l'antica Ramah in Beniamino.
Si trova a nordest di Gerusalemme, appena fuori dei confini cittadini di quest'ultima. Essa fa parte dell'area urbana di Gerusalemme, della zona industriale di Atarot, ad ovest si trova Beit Hanina e a sud confina con Neve Yaakov, su un'area di 3289 dunum. Secondo l'Ufficio Centrale Palestinese di Statistica, Al-Ram aveva nel 2006 una popolazione di 25.595 abitanti. Il consiglio comunale stima che 58000 persone vivano in questa città e più della metà di essi siano cittadini israeliani.

## Storia

### Israele antico
Si pensa che Al-Ram sia il luogo dell'antica città di Ramah in Beniamino.
Evidenze archeologiche mostrano che la città era molto popolata durante l'Età del ferro II, sia declinata durante il periodo persiano, e sia rivissuta durante il periodo ellenistico.

### Periodo classico
Ossuari datati al primo secolo a.C. e d.C. furono scoperti in Al-Ram, riportanti iscrizioni in lingua ebraica con nomi come  Miriam, Yehohanan e Shimon ben Zekhariya.

### Periodo delle Crociate
Secondo fonti crociate, Al-Ram era chiamata Aram, Haram, Rama, Ramatha, Ramitta, o Ramathes. Al-Ram fu uno dei 21 villaggi dati da Goffredo di Buglione (r. 1099–1100) in feudo alla Basilica del Santo Sepolcro. Tutti gli abitanti del villaggio che furono citati da fonti crociate tra il 1152 e il 1160 avevano nomi che implicavano la loro origine cristiana. Il villaggio fu citato intorno al 1161, in occasione della conclusione di una disputa sui confini di alcuni terreni.

### Periodo ottomano
Nel 1517, il villaggio divenne parte dell'Impero ottomano insieme al resto della Palestina. Da scritti fiscali del 1596, si evidenzia che Rama, si trovava nella Nahiya di Jabal Quds della Liwa di Al-Quds. La popolazione era di 28 capifamiglia, tutti musulmani. Essi pagavano una tassa fissata al 33,3% sui prodotti agricoli, compresi frumento, orzo, alberi di olivo e vigne, in aggiunta a ricavi occasionali quali oche e arnie; un totale di 4700 akçe.
Nel 1838, Edward Robinson trovò che il villaggio era molto povero e piccolo, ma grosse pietre e colonne sparse indicavano che esso in precedenza era stato una località importante. Nel 1870 l'esploratore francese Victor Guérin scoprì che il villaggio aveva 200 abitanti, mentre un elenco di villaggi ottomani dello stesso periodo mostrava che nello stesso anno Er-Ram aveva 32 case e una popolazione di 120, sebbene le cifre sulla popolazione tenessero conto dei soli uomini.
Nel 1883, il Survey of Western Palestine del PEF  descrisse Al-Ram come un "piccolo villaggio in una ottima posizione sulla sommità di una bianca collina, con olivi. C'è un pozzo a sud. [..] Le case sono in pietra, in parte costruite con vecchio materiale".
Nel 1896, si stimava che la popolazione di Al-Ram fosse di circa 240 persone.